# خوزه دوکی
خوزه دوکی (انگلیسی: José Devecchi؛ زادهٔ ۹ ژوئیهٔ ۱۹۹۵) بازیکن فوتبال اهل آرژانتین است.
از باشگاه‌هایی که در آن بازی کرده‌است می‌توان به باشگاه ورزشی سن لورنسو آلماگرو اشاره کرد.